# Montagut (Pirenéus Atlânticos)
Montagut é uma comuna francesa na região administrativa da Nova Aquitânia, no departamento dos Pirenéus Atlânticos. Estende-se por uma área de 6.18 km². Em 2010 a comuna tinha 123 habitantes (densidade: 19,9 hab./km²).